# Allophorocera chaetosa
Allophorocera chaetosa là một loài ruồi trong họ Tachinidae.